# Min lillebror och jag
Min lillebror och jag, originaltitel: Mig og min lillebror, är en dansk komedifilm från 1967 regisserad av Lau Lauritzen. Filmen är fritt baserad på folklustspelet Bröderna Östermans huskors.

## Om filmen
Filmen hade världspremiär i Danmark den 15 december 1967.

## Rollista
- Dirch Passer – Søren Severinsen
- Poul Reichhardt – Peter Severinsen
- Lily Broberg – Annelise Hansen
- Jesper Langberg – Jens Olsen
- Else-Marie – Sofie Olsen
- Gunnar Lauring – kyrkofullmäktigeordföranden
- Karl Stegger – Thorvald Christensen
- Guri Richter – Olivia Christensen
- Lotte Horne – Lone Christensen
- Palle Huld – Frederik Holm
- Lise Thomsen – fru Holm